# Filmfare Award/Lebenswerk
Der Filmfare Lifetime Achievement Award wird vom Filmfare-Magazin verliehen und ist eine Preiskategorie der jährlichen Filmfare Awards für Hindi-Filme. Der Preis für das Lebenswerk wurde im Jahr 1991 erstmals vergeben.
| Jahr | Preisträger                                 |
| ---- | ------------------------------------------- |
| 1991 | Amitabh Bachchan                            |
| 1992 | kein Preis                                  |
| 1993 | Dev Anand                                   |
| 1994 | Dilip Kumar und Lata Mangeshkar             |
| 1995 | Shammi Kapoor und Waheeda Rehman            |
| 1996 | Ashok Kumar, Sunil Dutt und Vyjayantimala   |
| 1997 | Dharmendra und Mumtaz                       |
| 1998 | Sharmila Tagore                             |
| 1999 | Manoj Kumar und Helen                       |
| 2000 | Vinod Khanna und Hema Malini                |
| 2001 | Feroz Khan und Asha Bhosle                  |
| 2002 | Gulzar und Asha Parekh                      |
| 2003 | Jeetendra und Rekha                         |
| 2004 | Sulochana, Nirupa Roy und Baldev Raj Chopra |
| 2005 | Rajesh Khanna                               |
| 2006 | Shabana Azmi                                |
| 2007 | Javed Akhtar und Jaya Bachchan              |
| 2008 | Rishi Kapoor                                |
| 2009 | Bhanu Athaiya und Om Puri                   |
| 2010 | Shashi Kapoor, Mohammed Zahur Khayyam       |
| 2011 | Manna Dey                                   |